# جو پاتر
جو پاتر (انگلیسی: Jo Potter؛ زادهٔ ۱۳ نوامبر ۱۹۸۴) بازیکن فوتبال اهل بریتانیا است.
از باشگاه‌هایی که در آن بازی کرده‌است می‌توان به باشگاه فوتبال شفیلد ونزدی، باشگاه فوتبال آرسنال، تیم فوتبال زنان آرسنال، باشگاه فوتبال اورتون، باشگاه فوتبال بیرمنگام سیتی، و باشگاه فوتبال زنان اورتون اشاره کرد.
وی همچنین در تیم ملی فوتبال زنان انگلستان بازی کرده‌است.